# Märkischer Kreis
Der Märkische Kreis ist ein seit 1975 bestehender Kreis in Nordrhein-Westfalen, Deutschland. Er liegt im Nordwesten des Sauerlands und gehört zum Regierungsbezirk Arnsberg und zur Region Südwestfalen.

## Geografie

### Räumliche Lage
Der Märkische Kreis umfasst den westlichen Teil des Sauerlandes. Im Norden wird er durch das Ruhrtal begrenzt, während der südliche Teil des Kreises sehr hügelig ist. Die höchste Erhebung ist die Nordhelle im Ebbegebirge mit 663 m ü. NHN. Der niedrigste Punkt mit 106,2 m ü. NHN liegt an der Ruhr bei Iserlohn-Rheinen.
Die wichtigsten durch das Kreisgebiet fließenden Flüsse sind die Lenne, die Volme, die Hönne, die Lister, die Oester sowie als Grenzfluss die Ruhr.

### Kreisgliederung
Der Märkische Kreis setzt sich aus fünfzehn Gemeinden zusammen. Von diesen fünfzehn führen zwölf Gemeinden den Titel „Stadt“. Die Städte Hemer, Menden (Sauerland), Plettenberg und Altena sind Mittlere kreisangehörige Städte, da ihre Einwohnerzahlen zwischen 25.000 und 60.000 liegen bzw. in der Vergangenheit in dieser Spanne lagen (Altena, Plettenberg). Die beiden Städte Iserlohn und Lüdenscheid sind Große kreisangehörige Städte, da ihre Einwohnerzahlen über 60.000 liegen.
Die folgende Liste zählt die fünfzehn Gemeinden des Märkischen Kreises mit amtlichen Namen auf:
| Name                  | Einwohner | Fläche      | Einw./km² | Status                         | AGS        |
| --------------------- | --------- | ----------- | --------- | ------------------------------ | ---------- |
| Altena                | 016.621   | 0044.42 km² | 374       | mittlere kreisangehörige Stadt | 05 962 004 |
| Balve                 | 011.240   | 0074.81 km² | 150       | kreisangehörige Stadt          | 05 962 008 |
| Halver                | 016.322   | 0077.23 km² | 211       | kreisangehörige Stadt          | 05 962 012 |
| Hemer                 | 035.005   | 0067.66 km² | 517       | mittlere kreisangehörige Stadt | 05 962 016 |
| Herscheid             | 00.6821   | 0059.40 km² | 115       | kreisangehörige Gemeinde       | 05 962 020 |
| Iserlohn              | 091.811   | 0125.49 km² | 732       | große kreisangehörige Stadt    | 05 962 024 |
| Kierspe               | 016.450   | 0071.91 km² | 229       | kreisangehörige Stadt          | 05 962 028 |
| Lüdenscheid           | 071.212   | 0087.02 km² | 818       | große kreisangehörige Stadt    | 05 962 032 |
| Meinerzhagen          | 020.019   | 0115.69 km² | 173       | kreisangehörige Stadt          | 05 962 036 |
| Menden (Sauerland)    | 052.255   | 0086.10 km² | 607       | mittlere kreisangehörige Stadt | 05 962 040 |
| Nachrodt-Wiblingwerde | 00.6159   | 0029.03 km² | 212       | kreisangehörige Gemeinde       | 05 962 044 |
| Neuenrade             | 011.621   | 0054.10 km² | 215       | kreisangehörige Stadt          | 05 962 048 |
| Plettenberg           | 024.429   | 0096.75 km² | 252       | mittlere kreisangehörige Stadt | 05 962 052 |
| Schalksmühle          | 010.463   | 0038.09 km² | 275       | kreisangehörige Gemeinde       | 05 962 056 |
| Werdohl               | 017.618   | 0033.38 km² | 528       | mittlere kreisangehörige Stadt | 05 962 060 |
|                       | 408.046   | 1061.08 km² | 385       | Märkischer Kreis               | 05 962     |

(Einwohnerzahlen vom 31. Dezember 2024)

### Nachbarkreise
Der Märkische Kreis grenzt im Uhrzeigersinn im Nordwesten beginnend an die Kreise Unna, Soest, Hochsauerlandkreis, Olpe, Oberbergischer Kreis und Ennepe-Ruhr-Kreis sowie an die kreisfreie Stadt Hagen.
|                          | Kreis Unna                                  | Kreis Soest        |
| Hagen, Ennepe-Ruhr-Kreis | Kompassrose, die auf Nachbargemeinden zeigt | Hochsauerlandkreis |
| Oberbergischer Kreis     |                                             | Kreis Olpe         |

## Geschichte
Der Märkische Kreis entwickelte sich durch die Gebietsreform im Jahr 1975 aus unterschiedlichen historischen westfälischen Gebieten. So galt unter anderem das Hönnetal mit der Burg Klusenstein seit dem Mittelalter als natürliche Grenze zwischen dem Gebiet der Grafschaft Mark und der Grafschaft Arnsberg, die nach der Reformation katholisch geblieben war.
Der Name des Kreises leitet sich von dieser Grafschaft Mark ab, die von ihrer Stammburg im Dorf Mark – heute ein Stadtteil von Hamm im Stadtbezirk Hamm-Uentrop – aus einen Großteil der Fläche des heutigen Kreises umfasste. Das Gesamtgebiet der Grafschaft Mark umfasste Teile des Sauerlands, des bergisch-märkischen Hügellands an der Ruhr, des heutigen Ruhrgebiets und der Soester Börde. Mit dem Namen Märkischer Kreis wird eine gemeinsame Vergangenheit suggeriert, die sich historisch nur bedingt belegen lässt. Der Märkische Kreis deckt weder das Territorium der ehemaligen Grafschaft Mark ab, noch waren alle 15 Städte und Gemeinden märkisch. Zum heutigen Kreis gehören auch einige Gebiete der Grafschaft Limburg und des ehemaligen kurkölnischen Herzogtums Westfalen.
Heute verläuft die Diözesangrenze der katholischen Kirche zwischen dem Erzbistum Paderborn und dem recht jungen Bistum Essen durch den Märkischen Kreis; historisch war er Teil des Erzbistums Köln.

### Gebietsreform

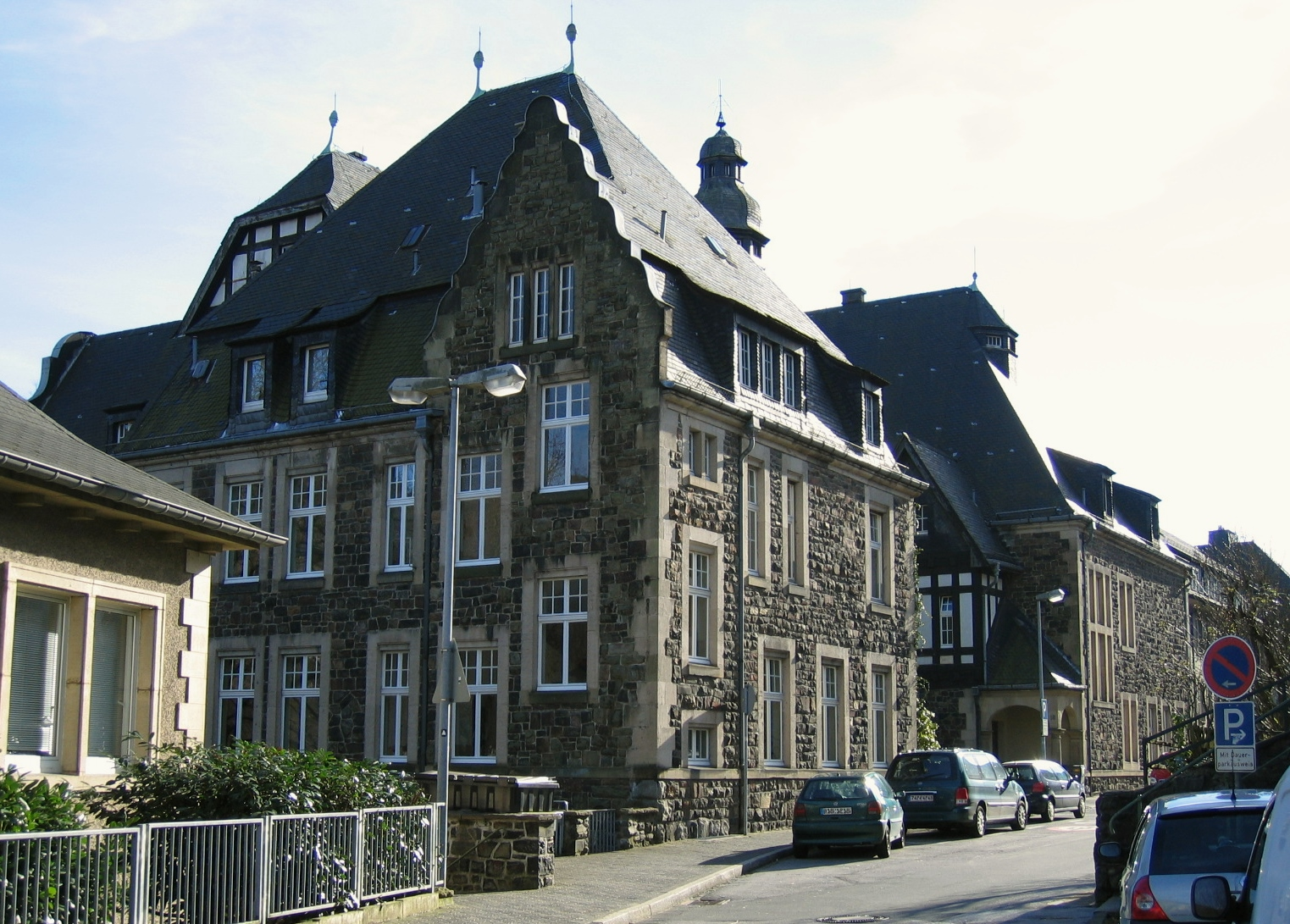
Kreishaus I in Altena

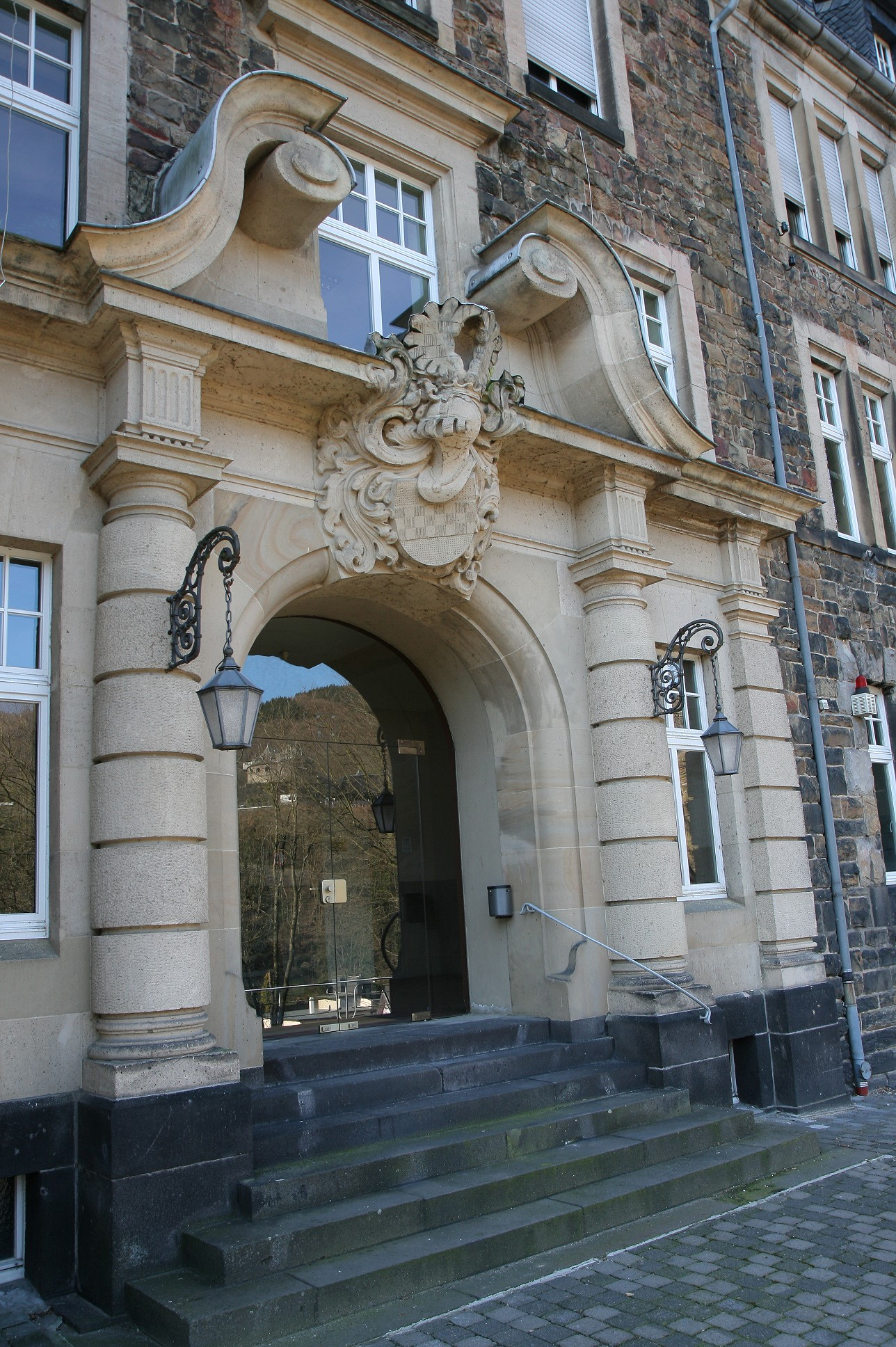
Eingang zum Kreishaus I

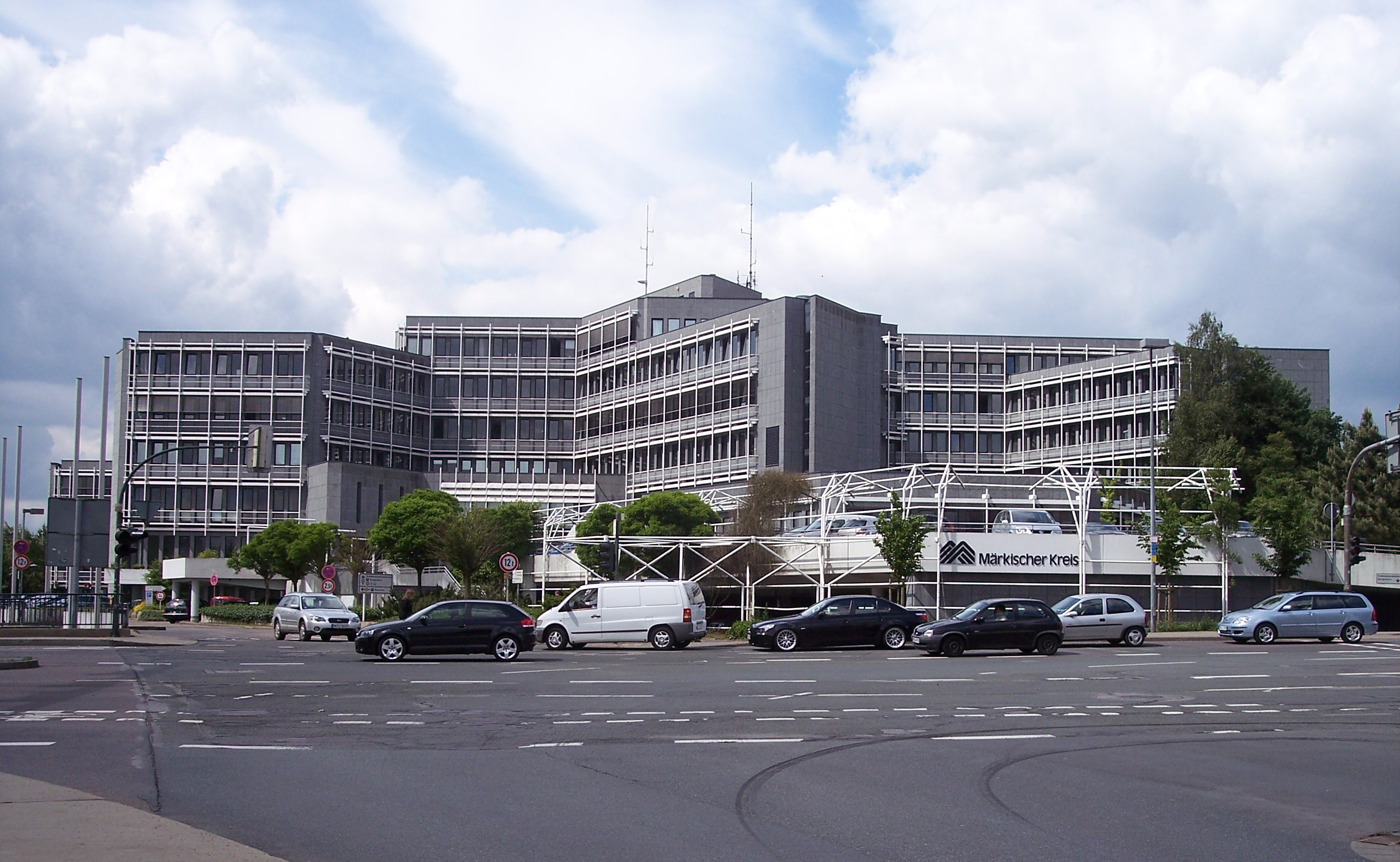
Kreishaus in Lüdenscheid

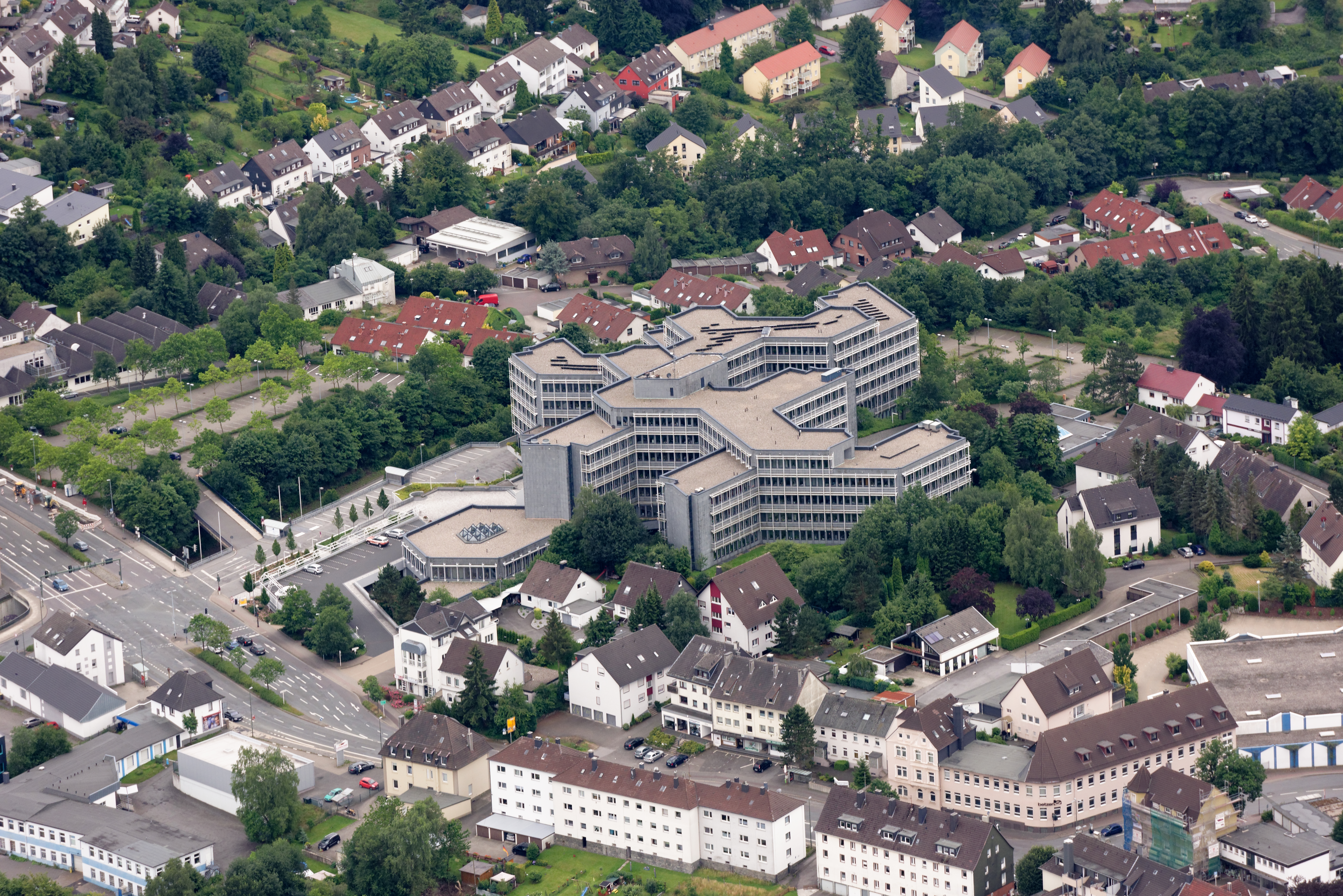
Luftbild vom Kreishaus in Lüdenscheid

Der Märkische Kreis entstand im Rahmen der Kommunalreform am 1. Januar 1975 (Sauerland/Paderborn-Gesetz) als Zusammenschluss der kreisfreien Stadt Iserlohn, des Kreises Iserlohn – ohne Schwerte und ohne die ehemalige Stadt Hohenlimburg –, des Kreises Lüdenscheid sowie der Stadt Balve samt dem Amt Balve und der Gemeinde Asbeck aus dem Kreis Arnsberg. Der Kreis Lüdenscheid war erst 1969 durch das Gesetz zur Neugliederung des Landkreises Altena und der kreisfreien Stadt Lüdenscheid als Zusammenschluss des Landkreises Altena mit der kreisfreien Stadt Lüdenscheid entstanden.
Der Märkische Kreis unterhält neben dem nach der Gebietsreform in Lüdenscheid neu gebauten Kreishaus bis heute weitere Verwaltungsgebäude in den ehemaligen Kreisstädten Iserlohn und Altena.

### Einwohnerentwicklung
| Jahr  | Einwohner |
| ----- | --------- |
| 19611 | 399.213   |
| 1962  | 406.876   |
| 1965  | 424.001   |
| 19701 | 432.405   |
| 1970  | 435.991   |
| 1975  | 428.896   |
| 1980  | 425.294   |
| 1985  | 411.507   |
| 19871 | 421.321   |
| 1990  | 443.026   |
| 1995  | 458.221   |
| 2000  | 457.465   |

| Jahr | Einwohner |
| ---- | --------- |
| 2005 | 448.800   |
| 2006 | 445.043   |
| 2007 | 441.704   |
| 2008 | 437.785   |
| 2009 | 434.031   |
| 2010 | 430.965   |
| 2012 | 419.976   |
| 2014 | 413.820   |
| 2016 | 414.886   |
| 2019 | 410.222   |
| 2022 | 410.346   |

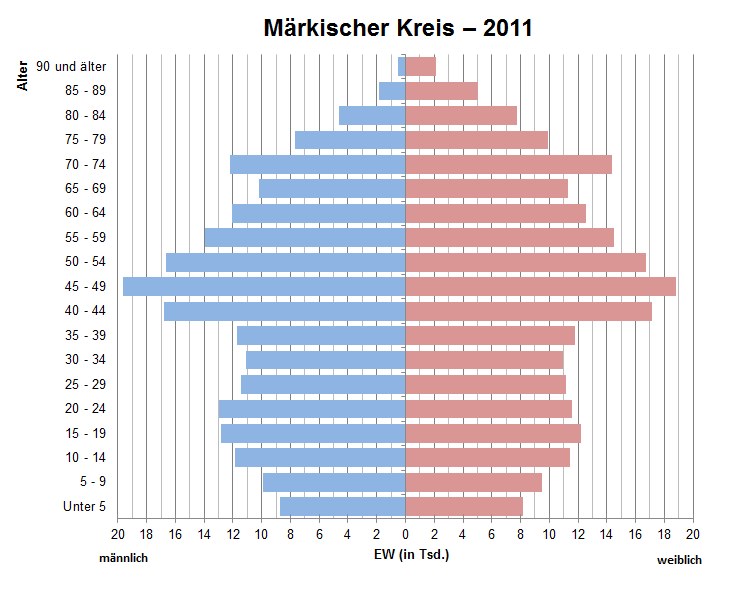
Bevölkerungspyramide für den Märkischen Kreis (Datenquelle: Zensus 2011)

Die Daten vor 1977 wurden auf den Gebietsstand vom 1. Juli 1976 umgerechnet. Quelle: Landesdatenbank NRW, abgerufen am 27. August 2011
Anmerkung
1 1961, 1970 und 1987: Bei diesen Daten handelt es sich um Volkszählungsergebnisse und wurden im Mai oder Juni des jeweiligen Jahres erhoben. Alle anderen Daten zum 31. Dezember des jeweiligen Jahres erhoben worden.
Prognose: Lt. IT.NRW von 2014 verliert der Kreis in den kommenden zehn Jahren bis zum Jahr 2025 etwa 37.200 Einwohner, mithin knapp zehn Prozent.
Gem. Prognose aus 2015 von IT.NRW wird der Rückgang von 2014–2040 über zwanzig Prozent betragen.
Für den gleichen Zeitraum (2014–2040) prognostiziert das IT.NRW jedoch auch aufgrund des demographischen Wandels (Altenquote) einen deutlicheren Rückgang der Erwerbspersonen, nämlich um 28,6 Prozent (von 200.500 auf 143.100, mithin – 57.400).

### Konfessionsstatistik
Laut der Volkszählung 2011 waren 36,5 % der Einwohner evangelisch, 31,0 % römisch-katholisch und 32,5 % waren konfessionslos, gehörten einer anderen Religionsgemeinschaft an oder machten keine Angabe. Der Anteil der Protestanten und Katholiken an der Gesamtbevölkerung ist seitdem jährlich um 1 Prozentpunkt gesunken. Gemäß dem Zensus 2022 waren 30,0 % der Einwohner evangelisch, 26,7 % katholisch und 43,3 % waren konfessionslos, gehörten einer anderen Glaubensgemeinschaft an oder machten keine Angabe.

## Politik
- Linke: 3
- Grüne: 11
- SPD: 18
- UWG: 5
- FDP: 6
- CDU: 29
- AfD: 4

### Hauptamtlicher Landrat
- 1997–1999: Klaus Tweer (SPD)
- 1999–2009: Aloys Steppuhn (CDU)
- 2009–2020: Thomas Gemke (CDU)
- 2020–    : Marco Voge (CDU)[13]

### Ehrenamtlicher Landrat (bis 1997)
- 1975: Heinz Bickmann (CDU) [kommissarisch]
- 1975–1994: Walter Hostert (CDU)
- 1994–1997: Klaus Tweer (SPD)

### Oberkreisdirektor (bis 1997)
- 1975: Wilfried Droste (SPD) (kommissarisch)
- 1975–1986: Jürgen Albath (CDU)
- 1986–1997: Bernhard Schneider (CDU)

### Kreistag
Die Tabelle und die Diagramme zeigen die Stimmanteile und Sitzverteilung für den Kreistag. Für die Wahlperiode 2014–2020 hatten CDU und SPD eine Koalition geschlossen.
Die Kreisstadt und Sitz des Kreistages ist Lüdenscheid.
| Historische Sitzverteilung im Kreistag | Historische Sitzverteilung im Kreistag | Historische Sitzverteilung im Kreistag | Historische Sitzverteilung im Kreistag | Historische Sitzverteilung im Kreistag | Historische Sitzverteilung im Kreistag | Historische Sitzverteilung im Kreistag | Historische Sitzverteilung im Kreistag | Historische Sitzverteilung im Kreistag | Historische Sitzverteilung im Kreistag | Historische Sitzverteilung im Kreistag | Historische Sitzverteilung im Kreistag |
| Wahl                                   | CDU                                    | SPD                                    | GRÜNE                                  | FDP                                    | UWG                                    | LINKE                                  | AfD                                    | NPD                                    | PIRATEN                                | REP                                    | Gesamt                                 |
| -------------------------------------- | -------------------------------------- | -------------------------------------- | -------------------------------------- | -------------------------------------- | -------------------------------------- | -------------------------------------- | -------------------------------------- | -------------------------------------- | -------------------------------------- | -------------------------------------- | -------------------------------------- |
| 2004                                   | 32                                     | 22                                     | 6                                      | 5                                      | 5                                      | —                                      | —                                      | 1                                      | —                                      | 1                                      | 72                                     |
| 2009                                   | 26                                     | 19                                     | 6                                      | 7                                      | 4                                      | 3                                      | —                                      | 1                                      | —                                      | —                                      | 66                                     |
| 2014                                   | 27                                     | 21                                     | 5                                      | 3                                      | 3                                      | 3                                      | 2                                      | 1                                      | 1                                      | —                                      | 66                                     |
| 2020                                   | 29                                     | 18                                     | 11                                     | 6                                      | 5                                      | 3                                      | 4                                      | —                                      | —                                      | —                                      | 76                                     |

→ Siehe auch: Ergebnisse der Kommunalwahlen im Märkischen Kreis ab 1969

### Kreiswappen
Wappenbeschreibung

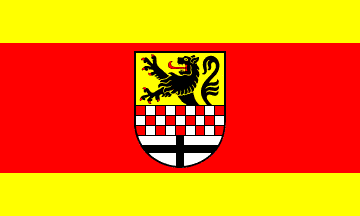
Flagge des Märkischen Kreises mit aufgelegtem Wappen

„Das Wappen des Märkischen Kreises zeigt, durch einen dreireihig rot-weiß (-silbern) geschachten Balken geteilt, oben in Gelb (Gold) wachsend einen schwarzen rotbewehrten Löwen, unten in Weiß (Silber) ein durchgehendes schwarzes Kreuz.“
Bedeutung
Der obere Teil des Wappens lehnt sich an das Kreiswappen des Altkreises Altena an. Der schon darin enthaltene geschachte märkische Balken ist dem Wappen der Grafen von der Mark, den Herren und Begründern der Grafschaft Mark entlehnt. Der ebenfalls dort zu findende Löwe im Wappen ist das Wappentier der alten Grafschaft Altena, welche später in der Grafschaft Mark aufging.
Schon Adolf I. von der Mark Graf von der Mark, Altena und Krieckenbeck aus dem Haus Berg-Altena, Begründer der Grafschaft Mark und des Hauses Mark führte das Wappen mit dem Schachbalken und dem halben aufsteigenden Löwen auf goldenem Grund. Die Farbgebung des Löwen hingegen ist nicht überliefert, wird jedoch als Schwarz auf goldenem Grund mit roten Waffen angenommen, so wie sie in den Bleifenstern auf Burg Altena dargestellt wurden. Diese sind jedoch selbst Rekonstruktionen aus der Zeit der Wiederherstellung von Burg Altena. Die Grafen Adolf I. und Otto sind dabei die einzigen Familienmitglieder des Hauses Mark, für die dieses Wappen nachgewiesen ist. Spätere Grafen verwendeten nur noch den märkischen Schachbalken, welcher nach Stirnberg eine Zusammenziehung der Doppelzinnen des Altena-Märkischen Stammhauses Berg ist. Dieses Stammhaus erlosch 1225, erst danach gelangte der Limburgische Löwe in abgewandelter Form in das Bergische Wappen, da die Herzöge von Limburg den Grafen von Berg nachgefolgt waren. Die besagte Abwandlung ist heute als Bergischer Löwe bekannt und findet sich in zahlreichen Wappen des Bergischen Landes, teilweise mit der älteren Doppelzinne wieder. Der Bergische Löwe wurde gegen Ende des 13. Jahrhunderts ohne Krone von den Grafen von Limburg adaptiert. Diese hatten sich nach ihren Schutzherren, den Herzögen von Limburg und Grafen von Berg sowie nach der durch den Herzog von Limburg errichteten Burg Hohenlimburg benannt. Hier, wie in Berg, ist der Löwe rot. Teile der alten Grafschaft Limburg kamen mit den Teilen des Altkreises Iserlohn in den märkischen Kreis, so dass der Löwe auch für diese Teile steht, ohne jedoch der Bergische/Hohenlimburgische Löwe zu sein.
Das schwarze Kreuz unten im Wappen steht für die kurkölnischen Besitztümer wie Menden, Balve und Meinerzhagen-Valbert, die neben den Ländereien der Grafschaft Mark das heutige Kreisgebiet ausmachten.
Von politischer Seite war es nicht gewollt, dass ein roter Löwe auf das Wappen gelangt, um sich nicht den Vorwurf machen zu lassen, man habe das – inzwischen erloschene – Wappen des Amtes Meinerzhagen neu aufgelegt.

### Kreispartnerschaften
Vom Kreis Iserlohn wurde die seit 1970 bestehende Kreispartnerschaft mit dem Wrexham County Borough in Wales übernommen.
Im Zuge der deutschen Wiedervereinigung wurde eine Partnerschaft zum brandenburgischen Landkreis Finsterwalde aufgebaut, die – nach kommunaler Neuordnung – von dessen Nachfolgekreis Elbe-Elster fortgeführt wird.
Des Weiteren besteht seit 2001 eine Partnerschaft mit dem polnischen Powiat (Kreis) Racibórz.
Seit 2023 hat der Märkische Kreis auch eine Partnerschaft mit dem County Waterford in Irland.

## Wirtschaft und Infrastruktur
Im Zukunftsatlas 2016 belegte der Märkische Kreis Platz 270 von 402 Landkreisen, Kommunalverbänden und kreisfreien Städten in Deutschland und zählt damit zu den Regionen mit „ausgeglichenem Chancen-Risiko-Mix“ für die Zukunft.
Das Kreisgebiet wird in erster Linie durch seine mittelständischen, oftmals familiengeführte Unternehmen repräsentiert. Der Märkische Kreis liegt in der Region Südwestfalen, die zu Deutschlands stärksten Industrieregionen gehört und mit 150 Weltmarktführern aufwarten kann. Eines der umsatzstärksten Unternehmen ist die metallverarbeitende Otto Fuchs KG aus Meinerzhagen. Der weltweit agierende Armaturenhersteller Grohe wurde in Hemer gegründet. Dort ist ebenfalls die Badefirma Keuco beheimatet und in der Nachbarstadt Iserlohn findet sich mit Dornbracht ein weiteres führendes Unternehmen der Sanitärbranche. Das Bahntechnikunternehmen Vossloh aus Werdohl ist im SDAX gelistet. Mehrere spezialisierte Zulieferbetriebe für die Automobilbranche finden sich gleichermaßen im Nord- und Südkreis. Beispiele sind u. a. die Kirchhoff Gruppe mit Stammsitz in Iserlohn und die Kostal Gruppe mit Sitz in Lüdenscheid. Weitere Branchenschwerpunkte stellen der Maschinenbau, die Metallverarbeitung, der Werkzeugbau sowie die Elektrotechnik dar.
Landwirtschaftliche Betriebe sind im Märkischen Kreis vielerorts vertreten.
Der Orkan Kyrill hinterließ im Januar 2007 Schäden in Millionenhöhe. Im Kreis verzeichnete man etwa dreieinhalb Millionen Festmeter Sturmholz. Die Regionen um Iserlohn, Balve und Plettenberg waren am stärksten betroffen.
Seit einigen Jahren findet in Zusammenarbeit mit der Agentur für Arbeit ein sogenannter Arbeitgebertag an wechselnden Orten statt.

## Verkehr

### Straßenverkehr

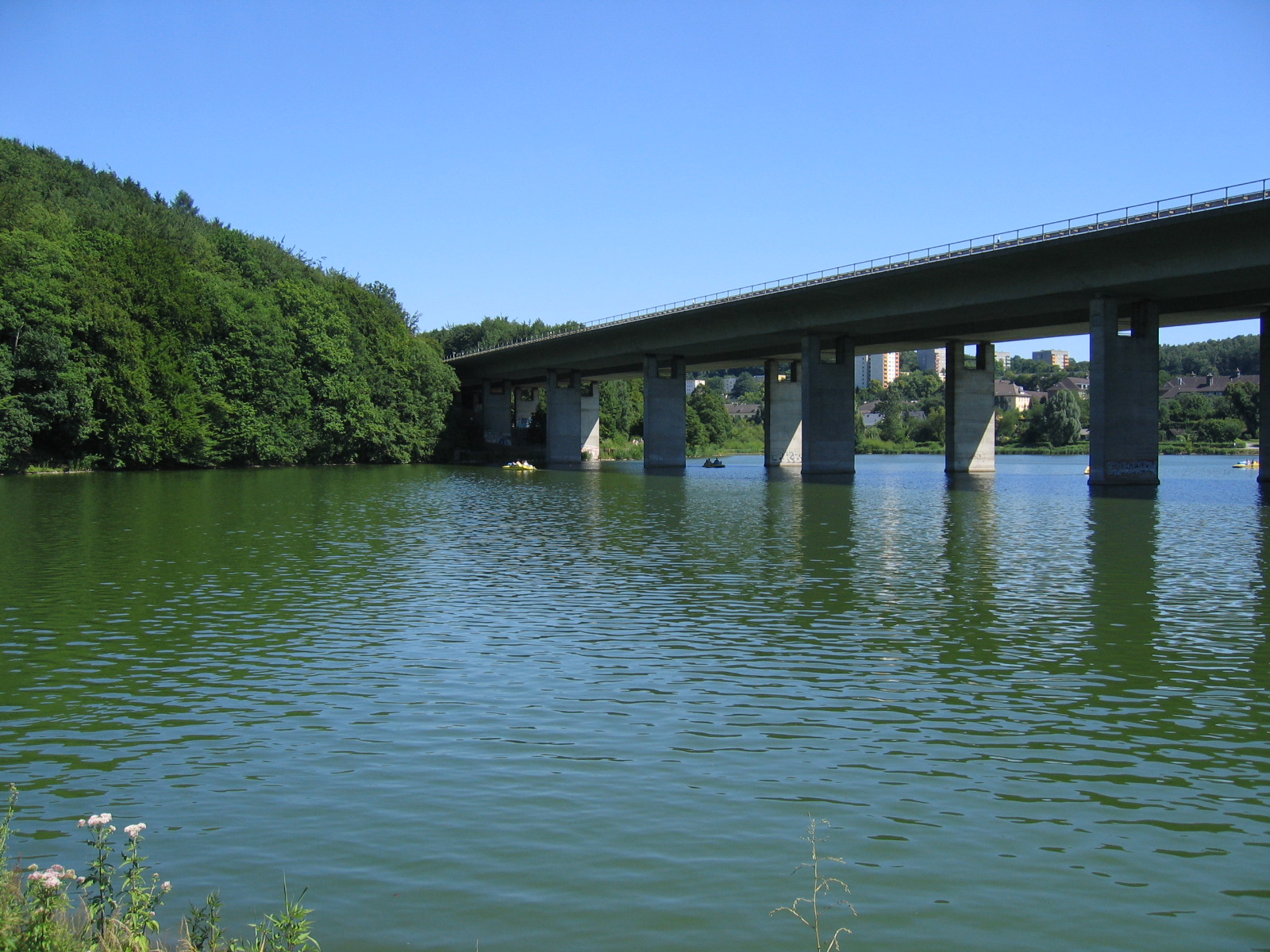
Brücke der A 46 über den Seilersee in Iserlohn

Die wichtigste Autobahn im Kreis ist die Bundesautobahn 45 (Sauerlandlinie), die in Nord-Süd-Richtung von Hagen kommend über Lüdenscheid und Meinerzhagen weiter über Siegen in Richtung Frankfurt am Main verläuft. Im Kreisgebiet verfügt diese über folgende Anschlussstellen: Lüdenscheid-Nord, Lüdenscheid, Lüdenscheid-Süd und Meinerzhagen. Im Norden des Kreises verläuft die Bundesautobahn 46 in West-Ost-Richtung, von Hagen über Iserlohn bis zum derzeitigen Autobahnende bei der Abfahrt Hemer/Iserlohn-Löbbeckenkopf im Osten der Stadt Iserlohn. Weitere Anschlussstellen im Kreisgebiet sind: Iserlohn-Letmathe, Iserlohn-Oestrich, Iserlohn-Zentrum und Iserlohn-Seilersee. Ein Weiterbau über Menden (Sauerland) nach Arnsberg soll bis 2023 erfolgen.
Daneben wird der Märkische Kreis von den Bundesstraßen
- B 7 von Hagen über Iserlohn, Hemer und Menden Richtung Arnsberg;
- B 54 von Hagen über Schalksmühle, Lüdenscheid-Brügge, Halver, Kierspe-Bahnhof, Meinerzhagen Richtung Siegen;
- B 229 von Radevormwald über Halver, Lüdenscheid, Werdohl, Neuenrade, Balve in Richtung Arnsberg;
- B 233 von Iserlohn über Menden-Halingen in Richtung Unna und Kamen;
- B 236 von Dortmund über Iserlohn-Letmathe, Nachrodt-Wiblingwerde, Altena, Werdohl, Plettenberg in Richtung Winterberg;
- B 237 von Remscheid über Kierspe nach Meinerzhagen
- B 515 von Balve-Sanssouci (B 229) bis Menden-Halingen (B 233) durchzogen.

Ursprünglich sollte auch eine Bundesautobahn A 54 (auch früher teilweise als A 208 bezeichnet) von der niederländischen Grenze bei Brunssum über Puffendorf, Bergheim, Langenfeld, Solingen, Remscheid, Radevormwald, Halver, Lüdenscheid und Werdohl bis nach Plettenberg im Sauerland verlaufen. Der Kreuzungspunkt mit der damals bereits bestehenden Bundesautobahn A 45 wäre südlich der heutigen Abfahrt Nr. 13 Lüdenscheid-Nord gewesen. Bis auf zwei Teilstücke, die heutige A 542 und die durch das Solinger Stadtgebiet verlaufende Landesstraße 141n, wurde die A 54 allerdings nie fertiggestellt.

### Öffentlicher Personennahverkehr
Im Bereich des Öffentlichen Personennahverkehrs gibt es im Kreisgebiet diverse Bus- und Bahnlinien.

#### Schienenverkehr

##### Übersicht
Auf dem Streckennetz der DB InfraGO AG verkehren Regionalbahn- und Regional-Express-Züge, die von DB Regio sowie Abellio Rail NRW betrieben werden.
Im Norden des Kreises liegt die Stadt Iserlohn. Sie ist an die
- Bahnstrecke Letmathe–Fröndenberg, auf der der Ruhr-Lenne-Express (RE 16) von Iserlohn über Hagen und Bochum nach Essen und verstärkend die „Ruhr-Sieg-Bahn“ (RB 91) von Iserlohn nach Hagen verkehren, sowie an die
- Bahnstrecke Iserlohn–Schwerte, auf der die Ardey-Bahn (Iserlohn – Schwerte – Dortmund) verkehrt, angeschlossen.

Auf der den Kreis von Nord nach Süd durchquerenden Ruhr-Sieg-Strecke mit Bahnhöfen in Iserlohn-Letmathe, Altena, Werdohl und Plettenberg verkehren
- der „Dortmund-Siegerland-Express“ RE 34 und
- die „Ruhr-Sieg-Bahn“ RB 91.

Eine der landschaftlich schönsten und kulturhistorisch bedeutsamsten Bahnstrecken ist die Hönnetalbahn, welche Neuenrade mit Fröndenberg verbindet und dem Fluss der Hönne folgt.
Im Süden des Kreises werden folgende Linien von der DB Regio betrieben:
- Die Volmetal-Bahn (RB 52): Dortmund – Hagen – Lüdenscheid, die bis 15. Dezember 2004 durch die private Dortmund-Märkische Eisenbahn GmbH betrieben wurde.
- Die Oberbergische Bahn (RB 25): Köln-Hansaring – Köln Hbf – Gummersbach – Meinerzhagen – Brügge(Westf) – Lüdenscheid.

Sämtliche Bahnstrecken gehören der DB InfraGO.

##### Strecke Iserlohn–Hemer–Menden
Es gab Mitte 2004 von Seiten der Kommunen Überlegungen, die stillgelegte Strecke Iserlohn – Iserlohn Ost – Hemer – Menden zu reaktivieren. Jedoch zeigte die Deutsche Bahn AG daran kein Interesse. Danach folgten Diskussionen darüber, ob die Panzer-Transporte auf die Straße verlegt werden sollten, da die Deutsche Bahn AG die Strecke stilllegen wollte. Die Kommunen lehnten dies wegen einer befürchteten Erhöhung von Lärmbelästigung und Straßenschäden ab. Nachdem am 2. November 2004 die Schließung der Hemeraner Blücher-Kaserne verkündet wurde, wird dann auch die letzte Nutzung der Bahnstrecke von Hemer nach Menden eingestellt, die bisher für die monatlichen Panzer-Transporte der Bundeswehr genutzt wurde.

##### Volme-Agger-Bahn
Im Jahr 2006 sollte die Volme-Agger-Bahn auf der Strecke von Hagen über Brügge (Westf)–Kierspe–Meinerzhagen–Marienheide–Gummersbach durchgehend nach Köln reaktiviert werden (siehe: Bahnstrecke Hagen–Dieringhausen). Das Land NRW hatte im Sommer 1998 in seiner ÖPNV-Bedarfsplanung den Lückenschluss zwischen Brügge (Westf) und Gummersbach als vordringlich eingestuft und erforderliche Geldmittel für die Reaktivierung im Haushalt eingeplant. Es wurden Verträge mit den Verkehrsverbünden geschlossen. Die Reaktivierung wird seitdem zwar regelmäßig angekündigt, ist aber immer wieder verschoben worden. Mittlerweile wurden auf der halben Strecke neue Gleise verlegt, Signale installiert und Bahnübergänge gebaut. Im Mai 2006 kündigte jedoch der nach dem NRW-Regierungswechsel neu ins Amt berufene Verkehrsminister Oliver Wittke an, das Projekt neu prüfen zu wollen. Solange erfolgten keine weiteren Arbeiten.
Am 7. Juni 2011 wurde durch den zuständigen Zweckverband bekannt gegeben, dass der Streckenabschnitt zwischen Meinerzhagen und Brügge in zwei Ausbaustufen instand gesetzt wird. Die erste Ausbaustufe dauerte von Herbst 2011 bis Ende 2012 und umfasste ein Bauvolumen von 8 Millionen Euro. Die zweite Ausbaustufe hatte in etwa dasselbe Volumen. Damit wurden sowohl der Güter- als auch der Personenverkehr auf der Volmetalbahn gesichert.
Mit dem Fahrplanwechsel im Dezember 2013 erhielt Meinerzhagen wieder Anschluss an den Schienenpersonenverkehr. Die Züge der Regionalbahnlinie 25 Köln-Hansaring – Gummersbach – Marienheide verkehren erneut bis Meinerzhagen. Hier hatte der letzte fahrplanmäßige Personenzug am 31. Mai 1986 den Bahnhof Meinerzhagen Richtung Gummersbach-Dieringhausen verlassen. Die Weichen zur Reaktivierung wurden im Jahr 2012 für den vollständigen Lückenschluss durch das Volmetal bis Lüdenscheid-Brügge gestellt, das wurde bis Dezember 2017 realisiert.
Seit Anfang Oktober 2012 liefen im Bereich des Bahnhofsgeländes in Meinerzhagen umfangreiche Arbeiten zur Erneuerung der Gleisanlagen. Die Deutsche Bahn AG investierte allein in dieses Vorhaben rund 16,5 Millionen €. Die Baumaßnahme kostete rund 5 Millionen Euro.
Die Reaktivierung der Volmetalbahn war ein wesentliches Projekt innerhalb des Regionale-Programms „Oben an der Volme“. Zusätzlich zu den Streckenarbeiten, durchgeführt von der Deutschen Bahn AG, wollten die vier beteiligten Kommunen Meinerzhagen, Kierspe, Halver und Schalksmühle auch das jeweilige Bahnhofsumfeld attraktiver gestalten. Zudem erhielten die Bahnhöfe auch Haltestationen mit Abstellmöglichkeiten für Fahrräder wegen des ebenfalls zum Regionale-Projekt gehörenden Volmetal-Radwegs. Nach derzeitigem Stand beteiligt sich die Deutsche Bahn AG an der Gesamtplanung mit einem Investitionsvolumen von rund 29 Millionen Euro.

#### Busverkehr
Die im Kreisgebiet verlaufenden lokalen und regionalen Buslinien werden im Wesentlichen von der Märkischen Verkehrsgesellschaft GmbH (MVG) betrieben, aber es gibt auch Linien des Busverkehr Ruhr-Sieg (BRS), der Verkehrsgemeinschaft Westfalen-Süd (VWGS) und der Regionalverkehr Köln (RVK) sowie von mehreren engagierten Bürgerbusvereinen.

### Luftverkehr
Die nächstgelegenen Flughäfen sind die in Dortmund, Düsseldorf und Köln/Bonn. Im Märkischen Kreis gibt es einige kleinere Flugplätze, beispielsweise den Flugplatz Meinerzhagen, den Flugplatz Altena-Hegenscheid und das Segelfluggelände Menden-Barge.

## Kultur
Der Märkische Kreis gehört zur Kulturregion Südwestfalen. Die kulturellen Aktivitäten des Kreises werden vom Fachdienst Kultur in Altena betreut. Der Kreis ist unter anderem Träger der der Museen Burg Altena mit dem Museum der Grafschaft Mark und dem Museum Weltjugendherberge.
Der Märkische Kreis ist Träger des 1989 gegründeten Märkischen Jugendsinfonieorchesters. Daneben bestehen insbesondere im Rahmen der örtlichen Musikschulen weitere, zum Teil symphonische Jugendorchester sowie ein Kreisjugendblasorchester in freier Trägerschaft. Außerdem bestehen in verschiedenen Städten des Märkischen Kreises Laienorchester wie die Kammerorchester in Lüdenscheid und Meinerzhagen. Jährlich finden sich in Iserlohn internationale Solisten zu den „Iserlohner Herbsttagen für Musik“ ein.
In Iserlohn befindet sich der traditionsreiche Jazzclub Henkelmann.
Seit einigen Jahren findet in Iserlohn im Museumsdorf Maste-Barendorf jährlich der „Rocksommer in Barendorf“ statt.
Als bekanntestes Kulturdenkmal gilt im Märkischen Kreis die Burg Altena. Auch die Luisenhütte ist als Industriedenkmal von Bedeutung. Eine kulturhistorische Bedeutung haben die Höhlen im Hönnetal und in Iserlohn.
Die Ortsheimatvereine und Ortsheimatpfleger sind unter dem Dach des Heimatbundes Märkischer Kreis (HBMK) organisiert.
In Balve liegt die größte eiszeitliche Kulturhöhle Deutschlands, die Balver Höhle, in der unter anderen die Festspiele Balver Höhle Programm anbieten.
Im Iserlohner „Parktheater“ (Haus mit großer und kleiner Bühne) gastieren in erster Linie auswärtige Ensembles aller Sparten. In Lüdenscheid existiert das Kulturhaus mit ähnlicher Ausrichtung. Menden bietet mit dem „Theater am Ziegelbrand“ und mit dem Zimmertheater „Scaramouche“ feste Spielstätten.
Zur Kultur gehört auch das Schützenwesen, das in den einzelnen Orten des Kreises von Gruppierungen wie den Schützenbruderschaften, Musikvereinen und Chören bestimmt wird. Die Musikvereine sind organisiert im Kreismusikverband. Die Schützenvereine sind Mitglied im Kreisschützenbund, die Chöre im Chorverbund Märkischer Kreis.

## Sport

### Fußball
Der FC Iserlohn 46/49 spielt nach der Fusion von Sportfreunden Oestrich-Iserlohn und den Fußballern der TuS Iserlohn in der Westfalenliga, ebenso wie der RSV Meinerzhagen. Beide Vereine stellen damit die höchstklassigsten Mannschaften im Kreisgebiet. Der Kiersper SC, der BSV Menden und der FC Borussia Dröschede sind aktuelle Landesligisten (Stand 2022/2023). Die SG Hemer und der FSV Werdohl treten in der Bezirksliga an. In Lüdenscheid ist der ehemalige Fußball-Zweitligist Rot-Weiß Lüdenscheid ansässig, der ebenfalls an der Landesliga teilnimmt. Sowohl Rot-Weiß Lüdenscheid (1982, 1983) als auch der RSV Meinerzhagen (2020) konnten bisher den Westfalenpokal gewinnen und sich für den DFB-Pokal qualifizieren.

### Eishockey
Iserlohn ist seit 1971 Standort der in der Deutschen Eishockey Liga (DEL) spielenden Iserlohn Roosters, Spielstätte ist hier die „Eissporthalle am Seilersee“.
Der im Jahr 1994 gegründete Iserlohner EC ist das sportliche Aushängeschild, nicht nur der Stadt Iserlohn, sondern auch des gesamten Märkischen Kreises. Der Verein kam durch den Erwerb der Lizenz der „Starbulls“ Rosenheim in die Deutsche Eishockey Liga (gegründet 1994) und heißt heute Iserlohn Roosters. Bis zum Jahr 1987 spielte bereits der ECD Iserlohn (vorher EC Deilinghofen) in der höchsten deutschen Spielklasse, der damaligen 1. Bundesliga.

### Reitsport
In Balve findet mit dem Balve Optimum jährlich ein international bedeutendes Reitturnier statt. Bedeutende Reitervereine im Kreis sind der Reiterverein Balve, der Reiterverein Iserlohn, der Reiterverein Edelburg in Hemer und der Ländliche Reit- und Fahrverein Meinerzhagen. Die Reitvereine sind im Reiterverband Märkischer Kreis organisiert.
Erfolgreichster Reiter aus dem Märkischen Kreis war der zweimalige Mannschaftsolympiasieger und Silbermedaillengewinner in der Einzelwertung Harry Boldt, der für den Iserlohner Reiterverein startete. Nach dem Ende seiner Sportlerkarriere war er Bundestrainer.

### Darts
In Kierspe bei dem Verein 1.DC Kierspe e. V. sind die Sharpshooters beheimatet und spielen in der höchsten E-Darts Liga Deutschlands, der DSAB Bundesliga NRW-NW.
Dazu stellt dieser Verein auch den aktuellen deutschen Vizemeister im Paradarts.

### Weitere Sportarten
Im Märkischen Kreis beheimatet sind ebenfalls der sechsmalige deutsche Meister und dreimalige Pokalsieger Rollhockey-Erstligist ERG Iserlohn, der zweimalige deutsche Meister Blau Weiß Iserlohn-Letmathe in der Kegel-Bundesliga (Schere) und der VfB Altena, zweifacher deutscher Mannschaftsmeister im Tischtennis. Seit 1996 ist die Tischtennisabteilung als eigenständiger Verein aktiv und spielt derzeit in der 3. Bundesliga Nord.
In der 2. Radballbundesliga starten zwei Mannschaften des RC Pfeil 07 Iserlohn.
Der Kreis ist drittklassig vertreten sowohl im Handball durch die SG Schalksmühle-Halver und die SG Menden Sauerland (Wölfe) – 3. Liga Nord-West – als auch im Volleyball durch den TuS Iserlohn (Regionalliga West). Zweitklassig im Basketball sind die Iserlohn Kangaroos (2. Bundesliga ProB).
Weiter sind noch die Kiersper Motoballer (MBC+MSF-Tornado-Kierspe) in der Bundesliga vertreten.
Weitere Sporteinrichtungen zur Freizeitgestaltung sind
- Erlebnisbäder in Plettenberg und Iserlohn-Letmathe
- das Seilerseebad in Iserlohn

Der Sauerländische Gebirgsverein organisiert Veranstaltungen und engagiert sich im Naturschutz.

## Medien
Im Märkischen Kreis sind die regionalen Tageszeitungen Westfalenpost, Iserlohner Kreisanzeiger, Lüdenscheider Nachrichten (mit den Kopfblättern („Lokalausgaben“) Allgemeiner Anzeiger, Altenaer Kreisblatt, Meinerzhagener Zeitung und Süderländer Volksfreund) sowie die Westfälische Rundschau verbreitet. Alle Blätter gehören entweder zur WAZ- oder zur Ippen-Gruppe.
Radio MK ist das Lokalradio für den Märkischen Kreis und hat seinen Sitz in Iserlohn.

## Kfz-Kennzeichen
Bei der Bildung des neuen Kreises wurde diesem mit Wirkung vom 1. Januar 1975 das Unterscheidungszeichen LS zugeteilt. Am 12. Februar 1979 wurde es vom bis heute gültigen MK abgelöst. Im Jahr 2023/Anfang 2024 kam es aufgrund eines Cyberangriffs auf den IT-Anbieter der Kreisverwaltung zur Vergabe der Autokennzeichen BOH (Bocholt), WIT (Witten), DO (Dortmund), EN (Ennepe) und ME (Mettmann).
Sowohl mit LS als auch bei MK erhielten die Fahrzeuge aus den Altkreisen bis in die 1990er Jahre besondere Erkennungsnummern:
| Gebiet               | Buchstaben  | Zahlen        |
| -------------------- | ----------- | ------------- |
| Altkreis Lüdenscheid | A bis Z     | 1 bis 9999    |
| Altkreis Lüdenscheid | 1AA bis ZZ1 | 1000 bis 9999 |
| Altkreis Iserlohn    | AA bis ZZ   | 1 bis 999     |

1 nur beim Unterscheidungszeichen MK
Die Altkennzeichen LÜD (Altkreis Lüdenscheid), IS (Altkreis Iserlohn), AL (Altkreis Altena(Westf.)), sowie LS (Märkischer Kreis 1975–1979) wurden bisher nicht wieder eingeführt. Der Kreistag lehnte dies zuletzt 2019 mehrheitlich ab.